# Eisteddfod

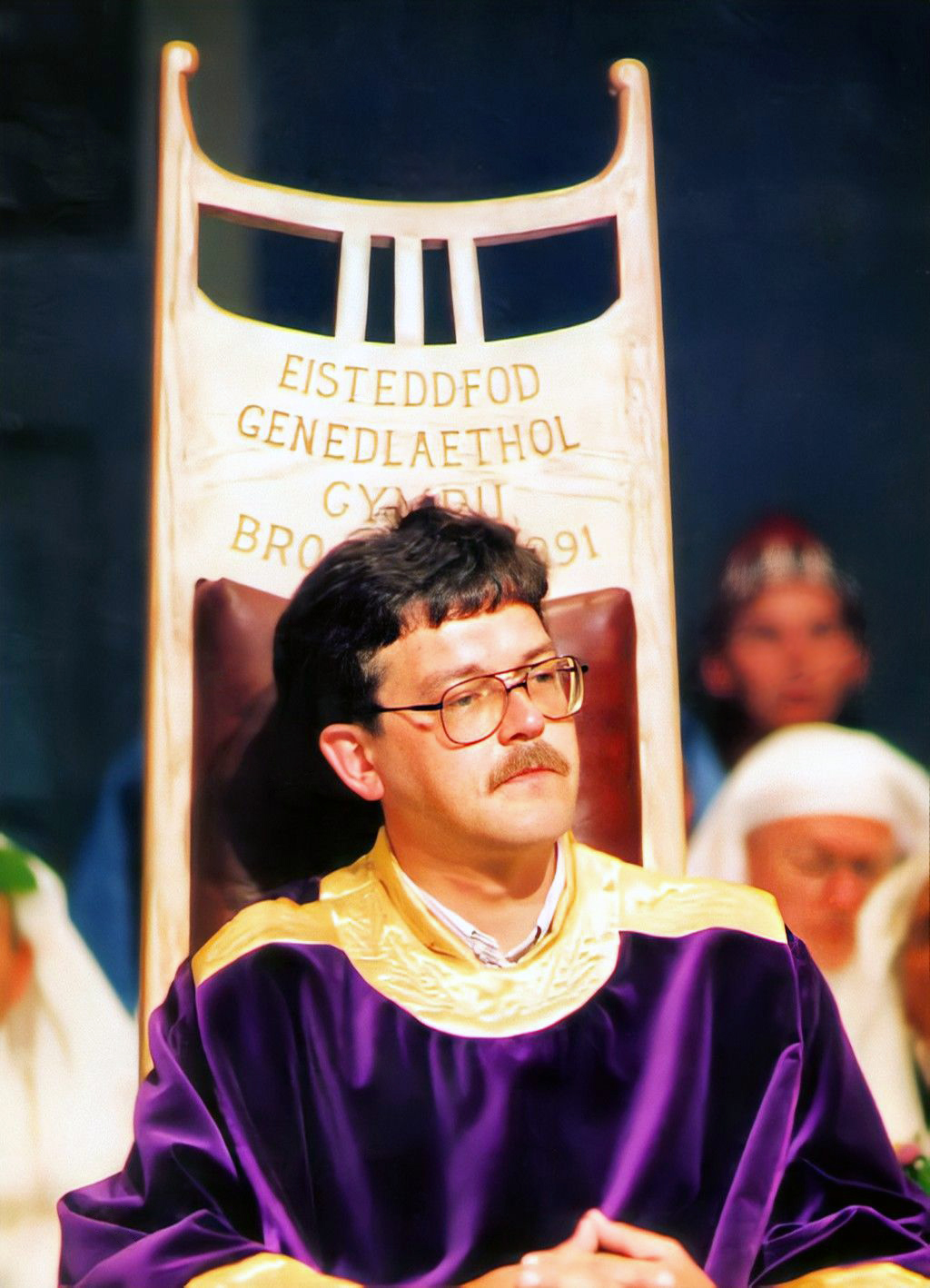
Eisteddfod de 1991

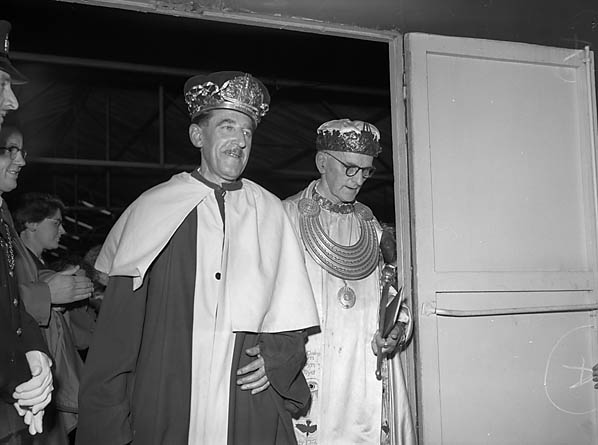
Eisteddfod de 1958

El Eisteddfod es una festividad de origen galés, que comenzó a celebrarse en el siglo XII, cuando el conde Rhys ap Gruffyddd de Deheubarth organizó esta festividad y competición de poesía y música en Cardigan en 1176. Los poetas galeses se reunían cada año para relatar sus poesías y escritos, y así competir entre ellos para obtener un lugar en la mesa del príncipe, que organizaba el certamen, garantizando de esta forma su bienestar.

## Toponimia
El término galés Eistedd-fod significa «estar sentado», esto de debe a que durante toda la ceremonia las personas deben permanecer así.

## Eisteddfod del Valle del Chubut

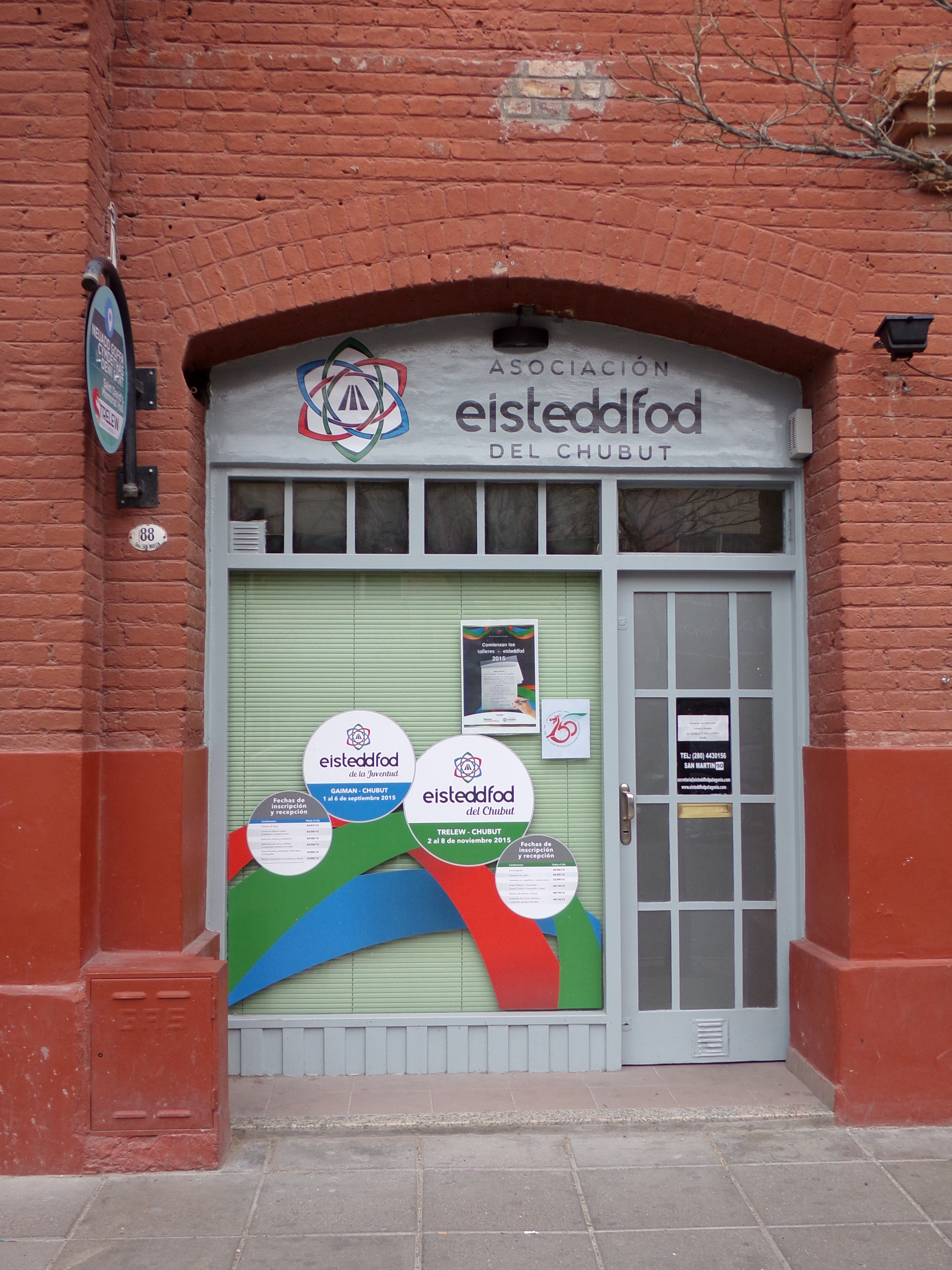
Sede del Eisteddfod del Valle del Chubut en el Salón San David de Trelew.

Con la llegada de colonos galeses al valle inferior del río Chubut, al sur de la República Argentina, llegaron también sus costumbres, entre ellas la celebración del Eisteddfod.
El primer Eisteddfod del Chubut se realizó en Rawson a fines de 1865, aunque recién a partir de 1880 se realizan organizada y regularmente. En los años 1930 se incorporó el idioma español, incorporando así la cultura de Argentina. Hubo pocos Eisteddfodau en los años 1950, pero a partir del Centenario de la Colonia, en 1965, se celebran anualmente, incorporando ahora otras manifestaciones artísticas.
El Eisteddfod del Chubut cuenta con tres ceremonias importantes; primero se entrega la medalla de plata, entregada por la «Asociación San David», al mejor poema vinculado con la realidad regional en idioma español; el segundo premio es la «Corona del Eisteddfod» o «Corona del Poeta», entregado por la Municipalidad de Trelew con tema y métricas libres, en español; por último, y más importante, el «Sillón Bárdico» al mejor poeta en el idioma galés, competencia principal.
Cabe recalcar que en la Ceremonia del Bardo, con anticipación al evento, el jurado elige el mejor poema. En la ceremonia se da a conocer el seudónimo del ganador y se lee el veredicto del jurado. El bardo, es invitado a subir al escenario. Se produce entonces un gran momento de suspenso hasta que el poeta se levanta. La sala explota en aplausos y este, al ritmo de una melodía tradicional galesa se dirige a recibir el premio. Un grupo de niñas lo agasaja bailando la danza de las flores, a la vez que un solista entona una melodía.
Existe también un Eisteddfod de la Juventud donde el mejor poeta recibe la «medalla de oro» o «Premio Municipalidad de Gaiman». 
El mejor momento sin embargo se produce en la entrega del premio al mejor poeta en galés, cuando dos personas de ascendencia galesa lo reciben sacando cada uno su espada y preguntan en voz alta «¿Hay paz?», el público responde «¡Paz!».
También se celebran eisteddfodau, en las ciudades de Puerto Madryn, Dolavon, Trelew, Gaiman y Trevelin.